# Flagge der Demokratischen Republik Kongo
Die Flagge der Demokratischen Republik Kongo wurde am 18. Februar 2006 nach der Ratifizierung der neuen Verfassung offiziell eingeführt. Ihr Aussehen geht größtenteils auf das der zwei Landesflaggen in der Zeit von 1963 bis 1971 zurück, jedoch weisen diese einen deutlich dunkleren Blauton auf.

## Beschreibung und Bedeutung
Die Staatsflagge zeigt auf blauem Hintergrund einen roten, goldgerahmten Streifen, der von links unten nach rechts oben verläuft, sowie einen goldenen Stern links oben. Die blaue Farbe soll für Frieden unter den Völkern Kongos stehen. Der rote Streifen deutet das Blut der Märtyrer des Landes an, während der goldene Rahmen für Wohlstand steht. Der Stern soll die Einheit des Landes und der Diagonalstreifen seine Zukunft symbolisieren.

## Farben
| System                      | Blau       | Rot     | Gelb      |
| --------------------------- | ---------- | ------- | --------- |
| RGB                         | 30-144-255 | 238-0-0 | 255-215-0 |
| Hexadezimale Farbdefinition | #1E90FF    | #EE0000 | #FFD700   |

## Geschichte

Kongolesische Soldaten setzen die Nationalflagge

2:3 1971–1997
2:3 1997–2003
2:3 2003–2006

Die erste Flagge des Landes geht auf eine am 21. Juni 1877 durch Leopold II. von Belgien angenommene Flagge des Kongo-Freistaates zurück, welche einen zentralen gelben Stern auf blauem Tuch zeigt. Laut Henry Morton Stanley sollte er ein in das dunkle Afrika geworfenes Licht symbolisieren. Trotz einer Ära der Grausamkeit und Ausbeutung unter dieser Flagge, wurde sie nach der Unabhängigkeit, aufgrund der langen Tradition und einer fehlenden nationalen Befreiungsbewegung in ähnlicher Form weitergeführt.
Am 1. Juli 1960 wurde eine neue Flagge eingeführt, die auf der aus dem Jahr 1877 basierte. Es wurden liekseitig sechs Sterne eingefügt, welche die sechs Provinzen symbolisierten. Das Blau der Flagge wurde ungenau als Himmelblau beschrieben, was zur Folge hatte, dass es verschiedene Versionen in unterschiedlichen Blautönen gab.
Dadurch, dass seit einer Verwaltungsreform von 1963 21 Provinzen existierten, musste die alte Flagge durch eine neue ersetzt werden. Dies geschah am 1. Juli 1963. Die neu eingeführte Flagge verzichtete auf die kleineren Sterne für die einzelnen Provinzen und übernahm von ihrem Vorgänger nur den großen Stern, der nun aber nicht mehr zentral, sondern oben links angeordnet war. Es wurde nun ein dunkleres Blau für den Hintergrund verwendet, außerdem ein roter Diagonalstreifen mit gelben Rändern eingefügt. Die Flagge von 1963 ähnelt der heutigen Nationalflagge bis auf den Blauton des Hintergrunds und die genaue Streifengröße sehr und gilt als Vorgängerflagge.
Dies trifft auch auf die Flagge von 1966 zu. Sie ist eine leichte Abänderung der Version von 1963 und unterscheidet sich von dieser nur insofern, als der Stern verkleinert und der Diagonalstreifen in Aussehen und Form leicht verändert wurde. So ähnelt die heutige Nationalflagge dieser Version eher als der von 1963.

2:3  1877–1960
2:3  1960–1963
2:3 1960–1963 (Katanga)
2:3  1960–1961 (Süd-Kasai)
2:3  1963–1966
2:3  1966–1971

Im Jahr 1971 änderte Präsident Mobutu Sese Seko den Namen des Landes in Zaire und führte am 21. November 1971 eine neue Nationalflagge ein. Mobutu Sese Seko machte aus dem Land einen Einparteienstaat und sich selbst zum Präsidenten der einzigen zugelassenen Partei, der MPR (Mouvement Populaire de la Révolution). Die neue Nationalflagge basierte auf der fast identischen Parteiflagge der MPR. Die Flagge enthält die panafrikanischen Farben rot, gelb und grün. Die Fackel steht für die Freiheit und den Kampf dafür.
Mit dem Ende der Herrschaft Mobutu Sese Sekos wurde das Land wieder in Kongo umbenannt und die Nationalflagge erneut geändert. Am 17. Mai 1997 wurde die auf der von 1960 basierende Flagge eingeführt. Allerdings entsprach die Aussage der sechs Sterne nicht mehr der Realität, da das Land nun aus elf Provinzen bestand. Das Blau wurde als dunkles Pantone 286 C definiert, das aber wieder als Himmelsblau bezeichnet wurde. Trotzdem gab es auch Versionen in Hellblau. 2003 bestätigte die neue Verfassung erneut Hellblau als Farbe, ohne den Ton genau zu definieren. Die helle Version setzte sich aber durch.
- 2:3  1971–1997
- 2:3  1997–2003
- 2:3  2003–2006[6]